# Calypso (måne)
Calypso (grekiska Καλυψώ) är en av Saturnus månar.
Månen upptäcktes av Dan Pascu, P. Kenneth Seidelmann, William Baum och Douglas Currie 1980 och tilldelades namnet 1980 S 25. 1983 fick månen det officiella namnet Calypso efter Kalypso i den grekiska mytologin. Den fick också namnet Saturnus XIV.
Calypso delar omloppsbana med Tethys, och håller till i Tethys bakre lagrangepunkt, 60 grader bakom Tethys. Månen Telesto ligger i den främre lagrangepunkten, 60 grader framför Thetys.
Liksom många andra små månar och asteroider så har Calypso en oregelbunden form med många överlappande kratrar och ytan verkar bestå av fint material som slätar ut många av kratrarna.